# Abantiades magnificus
Espèce
Synonymes
- Abantiades magnifica (Lucas, 1898)[1]
- Pielus magnificus T.P. Lucas, 1898[1]
- Trictena magnifica Lucas, 1898[1]

Abantiades magnificus est une espèce de lépidoptères de la famille des Hepialidae, endémique d'Australie.

## Répartition
Abantiades magnificus se rencontre sur la côte est du pays, dans le Sud de la Nouvelle-Galles du Sud et dans l'Est du Victoria.

## Description
Abantiades magnificus a une envergure de 12 cm.